# Saltoblatella montistabularis
Saltoblattella montistabularis is een kakkerlakkensoort uit de familie van de Ectobiidae. De soort is voor het eerst beschreven in 2010 door Bohn, Picker, Klass & Colville.
Vrouwelijke exemplaren bereiken een lengte van 6,3 tot 7,7 millimeter en mannelijke een lengte van 8 tot 10 millimeter. Bijzonderheid aan Saltoblatella montistabularis is dat de soort zich vaak voortbeweegt door te springen. Bij veldexperimenten bleek hij 71% van de tijd zich springend voort te bewegen. Net als sprinkhanen heeft deze soort daartoe sterke en grote achterpoten die qua bouw sterk overeenkomen met de bouw van sprinkhanenpoten. Onder gunstige omstandigheden kan de kakkerlak 48 keer zijn lichaamslengte ver springen, dat is verder dan sprinkhanen. Vermoed wordt dat deze kakkerlakkensoort zijn springvaardigheid heeft ontwikkeld in voedselconcurrentie met sprinkhanen.
De soort is alleen bekend van de Tafelberg in Zuid-Afrika en komt voor in open graslanden.